# 69P/Taylor
69P/Taylor – kometa okresowa należąca do rodziny komet Jowisza. Została odkryta przez Clementa Taylora w Herschel View (Południowa Afryka) 24 listopada 1915 roku. Jej pierwsze zdjęcia wykonano w roku 1976.